# Алкатраз (ТВ серија)
Алкатраз (енгл. Alcatraz) је америчка драмска серија из 2012. са Саром Џоунс, Хорхеом Гарсијом, Џонијем Којном, Парминдером Нагром, Сантијагом Кабрером, Џејсоном Батлером Харнером, Робертом Форстером и Семом Нилом у главним улогама. 

## Синопсис
Серија говори о затвору Алкатраз, кога је Влада САД затворила 21. марта 1963. Серија обрађује мистериозни нестанак неколико затвореника и стражара 1963. године и њихово појављивање у Сан Франциску 2012.

## Улоге
| Глумац               | Улога                |
| -------------------- | -------------------- |
| Сара Џоунс           | Ребека Медсен        |
| Хорхе Гарсија        | др Дијего „Док“ Сото |
| Џони Којн            | Едвин Џејмс          |
| Парминдер Награ      | Луси Банерџи         |
| Сантијаго Кабрера    | Џими Дикенс          |
| Џејсон Батлер Харнер | Елајџа Бејли         |
| Роберт Форстер       | Реј Арчер            |
| Дејвид Хофлин        | Томи Медсен          |
| Џефри Пирс           | Џек Силвејн          |
| Џоу Еџендер          | Ернест Коб           |
| Мајкл Еклунд         | Кит Нелсон           |
| Ерик Џонсон          | Кал Свини            |
| Џејмс Пицинато       | Пакстон Пети         |
| Адам Ротенберг       | Џони Маки            |
| Грејам Шилс          | Пинки Ејмс           |
| Травис Арон Вејд     | Херман Ејмс          |
| Тео Роси             | Сони Бернет          |
| Махершалалхашбаз Али | Кларенс Монтгомери   |
| Реми Малек           | Веб Портер           |
| Грег Елис            | Џерет Стилман        |
| Брендан Флечер       | Џоу Лимерик          |
| Џим Парак            | Гај Хејстингс        |
| Френк Вејли          | Донован              |
| Леон Рипи            | др Борегард          |